# John Ransome
Pour les articles homonymes, voir Ransome.
John Ransome, né en 1964 est un joueur professionnel de squash représentant l'Angleterre. Il atteint la 28e place mondiale en novembre 1993, son meilleur classement.

## Biographie
John Ransome commence sa carrière professionnelle à la fin des années 1980 et il est actif sur le PSA World Tour jusqu'en 1998. Durant cette période, il remporte trois titres sur le circuit, dont le premier en 1993 à Aix-la-Chapelle. Les deux autres titres suivent en 1995 à Toulouse et en 1996 en Floride. Il obtient son meilleur résultat au British Open en 1992, en atteignant les quarts de finale, où il est battu par Bryan Beeson. Entre 1987 et 1995, il est trois fois dans le tableau principal des championnats du monde. En 1987, il est éliminé au premier tour et en 1991, il est battu en cinq jeux par Sami Elopuro. En 1995, il perd contre Jansher Khan en quatre jeux au premier tour.

## Palmarès

### Finales
- Open de Hongrie : 1993